# For All Kings
For All Kings je jedenácté studiové album americké thrashmetalové skupiny Anthrax. Bylo vydáno 26. února 2016. Jedná se o první studiové album skupiny s kytaristou Jonem Donaisem, který nahradil dosavadního Roba Caggiana na pozici sólového kytaristy. Grafiku alba zpracoval Alex Ross.

## Zákulisí
V lednu roku 2013 Anthrax opustil kytarista Rob Caggiano a nahradil ho Jon Donais ze skupiny Shadows Fall. Zprávy o pokračování Worship Music se dostaly na povrch později téhož roku. V září kytarista Scott Ian potvrdil, že s bubeníkem Charliem Benantem začali psát skladby pro nové album a zároveň uveřejňoval na sociální síti Twitter fotografie z vytváření nové tvorby. Na konci října měla již skupiny sedm nových skladeb, které Scott Ian popisoval jako „rychlé, agresivní a ještě sekanější než na předchozím albu“. V únoru 2014 již měli Anthrax dvanáct skladeb, ale psali další, aby měli při tvorbě alba větší výběr.
Samotné nahrávání začalo ke konci roku 2014 s producentem Jayem Rustonem ve studiu v Los Angeles. Během těchto sezení vzniklo dalších 15–20 skladeb, což skupina považuje za své nejkreativnější období. Skladba „Soror Irrumator“, která měla na albu původně vyjít, nakonec vyšla na mixtapu Catch the Throne. V říjnu 2015 vyšel klip ke skladbě „Evil Twin“ a o pár dní později byl zveřejněn název alba. V listopadu byl zveřejněn přebal a datum vydání alba. Na přebalu, jehož autorem je na doporučení bubeníka Benanta Alex Ross, jsou zobrazeny gigantické sochy členů skupiny. 4. prosince byl zveřejněn seznam skladeb. Navzdory předchozím náznakům na albu nevyšla skladba „Soror Irrumator“. Samotné album vyšlo 26. února 2016.

## Název a texty
Název alba (a zároveň název třetí skladby alba) vysvětlil Scott Ian takto: „Každý může být král. Každý může mít kontrolu nad svým životem a osudem, tím, že vyroste a stane se zodpovědným člověkem. Nemyslím král ve smyslu pán nějakých vztahů s lidmi, ale král sebe sama.“
Ian dále uvedl, že text skladby „Breathing Lightning“ je inspirován Stephenem Kingem „Kdybych si měl vybrat jednu věc, kterou od něj mám nejradši, byla by to série knih Temná věž.“
Podle Benanta byl text „Evil Twin“ inspirován útokem na redakci francouzského satirického časopisu Charlie Hebdo a další teroristické útoky.
Ian popsal „Blood Eagle Wings“ jako „hlavní skladbu“ alba a přiznal, že složit text mu činilo potíže. Skladba je o velkých městech (Londýn, Paříž, New York), která dnes existují proto, kolik lidí kvůli nim v minulosti zahynulo a kolik krve bylo prolito v průběhu dějin.

## Vydání a hodnocení

### Prodej
Do týdne po vydání alba se ve Spojených státech prodalo přes 34 000 nosičů, což ho vyneslo na 9. příčku žebříčku Billboard 200. Tím se For All Kings stalo prvním albem na prvních deseti místech žebříčku od vydání alba Sound of White Noise v roce 1993, které se umístilo na sedmém místě.

### Hodnocení kritiky
For All Kings obdrželo převážně kladné reakce kritiky. Oceněna byla jednak stálost a důslednost, jednak přínos nového člena skupiny Jona Donaise.
Mnoho kritiků také uvedlo 8minutovou „Blood Eagle Wings“ jako jasnou jedničku celého alba.

## Seznam skladeb
Autory všech skladeb jsou Joey Belladonna, Frank Bello, Charlie Benante a Scott Ian.
| Verze Nuclear Blast | Verze Nuclear Blast  | Verze Nuclear Blast |
| Pořadí              | Název                | Délka               |
| ------------------- | -------------------- | ------------------- |
| 1.                  | You Gotta Believe    | 7:32                |
| 2.                  | Monster at the End   | 3:55                |
| 3.                  | For All Kings        | 5:00                |
| 4.                  | Breathing Lightning  | 6:33                |
| 5.                  | Suzerain             | 4:53                |
| 6.                  | Evil Twin            | 4:40                |
| 7.                  | Blood Eagle Wings    | 7:53                |
| 8.                  | Defend / Avenge      | 5:13                |
| 9.                  | All of Them Thieves  | 5:14                |
| 10.                 | This Battle Chose Us | 4:53                |
| 11.                 | Zero Tolerance       | 3:48                |
| Celková délka:      | Celková délka:       | 59:42               |

| Bonusové skladby / Bonusový disk Deluxe edition | Bonusové skladby / Bonusový disk Deluxe edition | Bonusové skladby / Bonusový disk Deluxe edition |
| Pořadí                                          | Název                                           | Délka                                           |
| ----------------------------------------------- | ----------------------------------------------- | ----------------------------------------------- |
| 1.                                              | Fight 'Em 'Til You Can't (Živě)                 | 6:10                                            |
| 2.                                              | A.I.R. (Živě)                                   | 6:37                                            |
| 3.                                              | Caught in a Mosh (Živě)                         | 5:18                                            |
| 4.                                              | Madhouse (Živě)                                 | 4:06                                            |

| Bonusová skladba na iTunes | Bonusová skladba na iTunes | Bonusová skladba na iTunes |
| Pořadí                     | Název                      | Délka                      |
| -------------------------- | -------------------------- | -------------------------- |
| 12.                        | Vice of the People         | 5:19                       |

## Sestava
- Joey Belladonna – zpěv
- Jonathan Donais – sólová kytara, doprovodné vokály
- Scott Ian – doprovodná kytara, doprovodné vokály
- Frank Bello – baskytara, doprovodné vokály
- Charlie Benante – bicí, kytara, akustická kytara